# Biostratigraphie

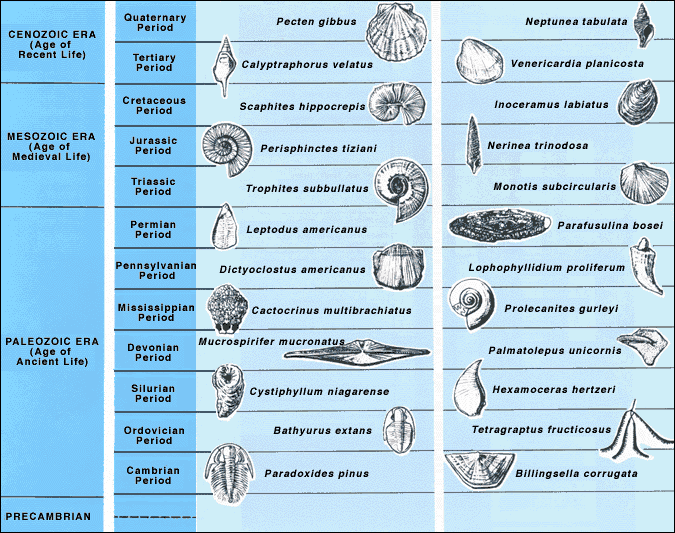
Leitfossilien ermöglichen die Zuordnung von Gesteinen zu chronostratigraphischen Einheiten

Die Biostratigraphie (von altgriechisch βίος bios „Leben“; Stratigraphie: „Schichtenkunde“ von lateinisch stratum „Schicht“ und -graphie) ist eine Teildisziplin der Stratigraphie in der Geologie. Sie beschäftigt sich mit der Gliederung und der relativen chronologischen Bestimmung von Gesteinseinheiten mit Hilfe von Fossilien, insbesondere von Leitfossilien.

## Geschichte

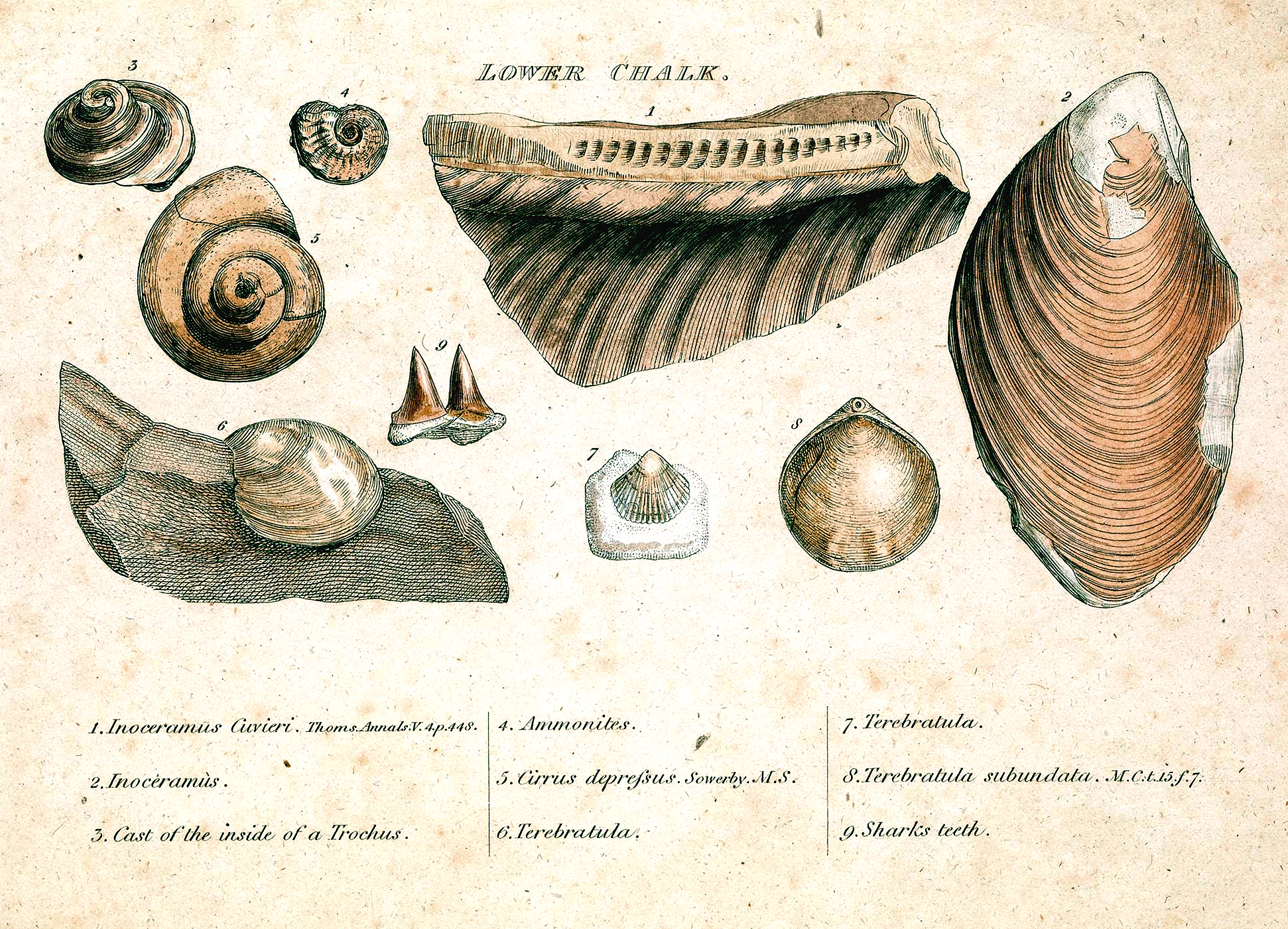
Leitfossilien des englischen „Lower Chalk“ (abgelagert im älteren Abschnitt der späten Kreidezeit) aus William Smiths epochalem Werk zur Biostratigraphie (1816)

Nachdem Nicolaus Steno bereits im 17. Jahrhundert erkannt hatte, dass die räumliche Anordnung von
Gesteinsschichten übereinander tatsächlich einer zeitlichen Abfolge der Gesteinsbildung nacheinander entspricht (siehe: stratigraphisches Prinzip), und Georges de Cuvier gegen Ende des 18. Jahrhunderts die Erkenntnis verbreitete, dass es im Laufe der Erdgeschichte wiederholt zum Aussterben biologischer Arten gekommen ist, benutzte William Smith das Prinzip der Fossilfolge um das Jahr 1800 sehr erfolgreich bei seiner geologischen Kartierung von England. Um 1810 prägte Leopold von Buch für die zu diesem Zweck besonders geeigneten Fossilien den Begriff Leitfossil.
Bis 1830 gliederten Charles Lyell das Tertiär in Südfrankreich, Gérard-Paul Deshayes die Gesteinsabfolge im Pariser Becken und Heinrich Georg Bronn das italienische Tertiär mittels Fossilien. In der Untergliederung des ehemaligen Primärsystems wurden 1838 durch den Vergleich von unter- und überlagernden Fossilinhalten lithologisch ganz verschiedenartige, räumlich weit auseinanderliegende Gesteinsschichten als zeitlich äquivalente Ablagerungen gedeutet. Der von Alcide d’Orbigny 1852 als Étage eingeführte Vorläufer des Zonenbegriffs bezeichnet noch heute als „Biozone“ die biostratigraphische Grundeinheit der Gliederung mittels Fossilien. Neben den ursprünglich zur Gliederung verwendeten Fossilgruppen (Orthochronologie) wurden nach und nach durch paläontologisch arbeitende Stratigraphen weitere Fossilgruppen (Parachronologie) nutzbar gemacht.
In der modernen Biostratigraphie werden seit der zweiten Hälfte des 20. Jahrhunderts Gliederungen durch Serien faktisch lückenlos verfolgbarer, stammesgeschichtlicher Linien (evolutionäre Reihen) angestrebt. Eine neue Entwicklung ist die Nutzung aller horizontiert aufgesammelter, einem Taxon zuordenbarer fossilen Individuen durch rechnergestützte Verfahren.

### Das Prinzip der Fossilfolge

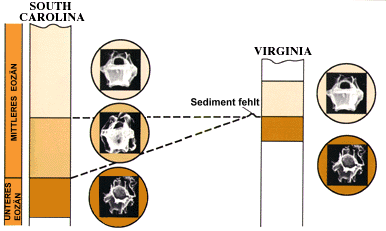
Die frühmitteleozäne Schichtlücke in der Gesteinsfolge im US-Bundesstaat Virginia wird durch das Fehlen des entsprechenden Leitfossils (eine einzellige Alge) erkennbar.

Unter Fossilfolge versteht man das Vorkommen von Fossilien in einer ganz bestimmten, unveränderlichen und wiedererkennbaren vertikalen Anordnung innerhalb einer Gesteinsabfolge. Im Zusammenhang mit tierischen und pflanzlichen Überresten spricht man auch von Faunen- oder Florenfolge.
Das Prinzip der Fossilfolge (auch „Leitfossilprinzip“ genannt) besagt, dass eine bestimmte Fossiliengemeinschaft im Laufe der Zeit in einem bestimmten Gebiet von einer anderen Vergesellschaftung ersetzt wird. Sobald ein Fossil einmal aus einer Gesteinsabfolge verschwindet, kehrt es in der Abfolge nie mehr zurück. Dieses Prinzip unterscheidet die Biostratigraphie von der Lithostratigraphie, denn, anders als Fossilien, können bestimmte Gesteine im Laufe der Gesteinsabfolge immer wieder in praktisch identischer Form auftreten. Es ermöglicht nicht nur die Korrelierung bestimmter Gesteinsschichten über weite Entfernungen hinweg, selbst wenn deren ursprüngliche Lagerungsverhältnisse durch nachträgliche tektonische Ereignisse gestört und verstellt wurden, sondern auch die relative Datierung der Schichten untereinander und die Vorhersage, welche Schichten an welcher Stelle im Untergrund zu erwarten sind.
Schon lange vor der Veröffentlichung von Charles Darwins Evolutionstheorie legte die Beobachtung der Fossilfolge in den Gesteinen also den Gedanken nahe, dass die Entwicklung der Lebewesen nicht zyklisch verläuft, wie der Kreislauf der Gesteine, sondern in einem gerichteten, grundsätzlich unumkehrbaren Prozess fortschreitet, denn jeder Abschnitt der Erdgeschichte kann durch eine einmalige, nie vorher dagewesene und nie wiederkehrende Vergesellschaftung von fossilen Organismen definiert werden.

## Verfahren und Konzepte

### Biozone
Grundlegende Einheit der Biostratigraphie ist die Biozone. Der Begriff Zone wurde durch Albert Oppel als Verfeinerung und begriffliche Präzisierung der Étage von Alcide Dessalines d’Orbigny eingeführt. Die Biozone bezeichnet als chronologische Einheit eine auf der Lebensdauer einer biologischen Art beruhende Zeitspanne und als stratigraphischer Begriff die innerhalb dieser Zeitspanne neu gebildeten Gesteine. In der Vergangenheit wurden analog der Art auch höhere taxonomische Einheiten für die Gliederung nach ihrer stammesgeschichtlichen Existenzdauer herangezogen. So wurde die auf der Existenzdauer einer Gattung beruhende Zeitspanne als Stufe bezeichnet.
Die moderne Biostratigraphie verwendet nur selten höhere taxonomische Kategorien als die der biologischen Art. Dem entspricht, dass die internationalen Empfehlungen keine biostratigraphischen Kategorien oberhalb der Zone vorrätig halten. Neuerdings sind daher – abweichend vom traditionellen Gebrauch – auch die auf Gattungen oder Familien beruhenden Einheiten als Zonen zu bezeichnen.
Es finden verschiedene, streng getrennte Konzepte Anwendung, die durch die Berücksichtigung der Zeitpunkte der Artwerdung und des Aussterbens (bzw. des Erscheinens oder Verschwindens in der Gesteinsabfolge) eines einzelnen Taxons oder der Kombination mehrerer Taxa definiert sind. Eine ausdifferenzierte, konkrete Einheit setzt sich immer mindestens aus dem Namen des begründenden Taxons (bzw. der begründenden Taxa) und dem Begriff „Zone“ bzw. „Biozone“ zusammen. So bezeichnet die G. kugleri-Zone im Grenzbereich Paläogen/Neogen die durch die Foraminiferen-Art Globorotalia kugleri begründete (Reichweiten-)Zone. Ein Beispiel einer hoch taxonomierten Zone ist die Lageniden-Zone, eine Untereinheit des unteren Badeniums (eine lokale Zeitstufe für das zentrale Paratethys-Meer), die durch die Lagenida, eine Ordnung der Foraminiferen, charakterisiert ist.

### Phylo-Zone
Die Phylo-Zone umfasst die Existenzdauer einer abgegrenzten Art innerhalb einer evolutionären Entwicklungsreihe. Sie beginnt mit dem Erscheinen der namensgebenden Art und endet mit dem Erscheinen des Nachfolger-Taxons. Eine solche Gliederung setzt eine präzise Kenntnis der Entwicklungsreihe voraus. Wichtig zum Verständnis einer solchen Entwicklungsreihe sind Kenntnisse, warum die einzelnen Glieder in dieser Dichte überhaupt beobachtet werden können und welches die inneren und/oder äußeren „Antriebe“ des stetigen Formenwandels sind. Mittels dieses Konzepts ist die stabile Ausdifferenzierung von Zonen äußerst kurzer Zeitdauer möglich. Ein Beispiel hierfür ist die Gliederung des Oberdevons durch Plattform-Conodonten der Gattung Palmatolepis.

### Reichweiten-Zone
Eine Reichweiten-Zone repräsentiert den Abschnitt des zeitlich-stratigraphischen und geographischen Vorkommens eines oder mehrerer Taxa. Hier wird weiter unterschieden zwischen der:
- Taxon-Reichweiten-Zone
- Überlappungs-Zone
- Intervall-Zone
- Vergesellschaftungs-Zone
- Häufigkeits-Zone[15]

Das Konzept der Taxon-Reichweiten-Zone entspricht dabei weitestgehend dem des Leitfossils.

### Biohorizont
Ein Biohorizont ist eine biostratigraphisch begründete Fläche in einem Gesteinskörper. Jeder Punkt der Fläche repräsentiert den Zeitpunkt eines paläontologisch wahrnehmbaren Wechsels bzw. Events (Umweltereignis). Häufig besteht ein enger Zusammenhang zwischen sedimentologischem und paläontologischem Befund.

## Fossilgruppen
Die Fossilien, die als stratigraphische Marker dienen, werden als Leitfossilien bezeichnet. Gute Leitfossilien sind möglichst häufige, faziesunabhängige, gut fossil erhaltungsfähige und zeitlich kurzlebige Taxa.

### Marine Invertebraten
Klassisch wird Biostratigraphie mit marinen Invertebraten betrieben. Marine Sedimente sind in der Gesteinsüberlieferung wesentlich häufiger als terrestrische Sedimente und viele marine Organismen verfügen über Hartteile, die ein hohes fossiles Erhaltungspotenzial besitzen. Wichtige Makroleitfossilien im Paläozoikum sind Brachiopoden und Goniatiten, im Mesozoikum Ammoniten i. e. S. (Ordnung Ammonitida) und Muscheln.

### Wirbeltiere
Wirbeltiere sind im Fossilbericht wesentlich seltener als wirbellose und daher eher keine typischen Leitfossilien. Wirbeltierbiostratigraphie wird vor allem auf terrestrische Sedimente angewendet. So sind Therapsiden die wichtigsten Leitfossilien im Perm des Karoo-Beckens. Nagetierzähne sind die bedeutendsten Leitfossilien in terrestrischen Sedimenten des Känozoikums (siehe auch → ELMMZ Neogen).

### Mikrofossilien
Der Vorteil der Mikrobiostratigraphie ist der, dass Mikrofossilien in der Regel wesentlich häufiger und in größeren Stückzahlen in Sedimenten auftreten. Zudem kommen einige Gruppen auch in terrestrischen Sedimenten vor. Wichtige Leitfossilien im Altpaläozoikum sind Acritarchen, im jüngeren Paläozoikum Conodonten, im Mesozoikum Foraminiferen und Coccolithen. In terrestrischen Sedimenten sind speziell Ostracoden von Bedeutung.

### Pollen und Sporen
Pollen und Sporen von Landpflanzen, sogenannte Palynomorphen, erfüllen ebenfalls die Anforderungen an gute Leitfossilien und sind daher für die Biostratigraphie geeignet. Sie werden vom Wind weit verdriftet und finden sich daher auch in marinen Sedimenten.